# 藤原能子
藤原 能子（ふじわら の のうし、? - 応和4年4月11日（964年5月24日））は平安時代中期の女性。三条右大臣藤原定方の娘で、三条御息所・衛門御息所と呼ばれた。醍醐天皇の女御、後に藤原実頼の室。名は「よしこ」ともよむ。
延喜13年（913年）10月8日、正五位下更衣から女御となる。延喜19年（919年）正月11日、従四位下に昇叙。天皇崩御ののち、藤原実頼の室となった。実頼が左大臣の任にあった応和4年（964年）4月11日に卒去。5月26日、実頼は法性寺において彼女の七七忌法事を営んだ。周忌法要は勧修寺で修され、その後実頼の養子になった藤原実資は、彼女の忌日ごとにまめに精進および諷誦を行った。
『大和物語』の五段にわたって登場し、醍醐天皇の寵愛が薄れて悩んだこと、天皇崩御後に敦実親王と通じたこと、やがて実頼と結婚して幸福をおさめたことが書かれている。